# Washington (stato)
Washington (sigla WA) è uno Stato federato del nord-ovest degli Stati Uniti d'America. Si affaccia a ovest sull'oceano Pacifico. Confina a sud con l'Oregon, a est con l'Idaho e a nord con la provincia canadese della Columbia Britannica. La città più grande è Seattle, situata a ovest, seguita da Spokane, a est; la capitale è Olympia. È il 18º più esteso e il 13º più popoloso dei 50 Stati membri; dopo la California è il secondo più popoloso sulla West Coast e negli Stati Uniti nord-occidentali. Circa il 60% dei residenti vive nella zona metropolitana di Seattle, il centro dei trasporti, del commercio e dell'industria lungo lo stretto di Puget (Puget Sound), un'insenatura del Pacifico costituita da numerose isole, profondi fiordi e valli scavate da ghiacciai. Il resto dello Stato è costituito da foreste pluviali temperate a ovest, catene montuose nella parte occidentale, centrale, nordorientale e sudorientale, e una regione semi-arida a est, al centro e al sud, dedita all'agricoltura intensiva.
È uno dei principali produttori di legname (la sua superficie frastagliata è ricca di foreste di abete di Douglas, pino giallo e bianco, abete rosso, larice e cedro); è il più grande produttore di mele, luppoli, pere, lamponi rossi, ciliegie e olio di menta, e si colloca ai primi posti anche nella produzione di albicocche, asparagi, piselli, uva, lenticchie e patate. Animali e prodotti derivati danno un importante contributo al fatturato delle aziende agricole; la pesca commerciale del salmone, dell'halibut, e dei pesci dei fondali ha un peso significativo nell'economia dello Stato.
Anche se il suo nome ufficiale è "The State of Washington", viene spesso invertito in "Washington State" per evitare di confonderlo con Washington DC, territorio della capitale degli USA, situato dalla parte opposta del paese (East Coast).

## Geografia fisica
Lo Stato di Washington è posto all'estremo nord-occidentale degli Stati Uniti continentali. Bagnato dall'oceano Pacifico a ovest, confina con l'Oregon a sud, a est con lo Stato dell'Idaho, a nord, lungo il 49º parallelo Nord, con il Canada, in particolare con la provincia della Columbia Britannica.
Lo Stato fa parte di una regione conosciuta come "Nord-Ovest Pacifico" (Pacific Northwest), un termine che comprende sempre lo Stato di Washington e l'Oregon e che può includere anche l'Idaho, il Montana occidentale, il nord della California e l'Alaska, a seconda dei casi.
Le alte montagne della Catena delle Cascate corrono da nord a sud, dividendo a metà lo Stato. La parte più occidentale dello Stato, dalla Catena delle Cascate verso ovest ha un clima influenzato prevalentemente dall'oceano, con temperature miti e inverni umidi, autunni, primavere e estati relativamente secche. La catena contiene inoltre diversi vulcani, che raggiungono altitudini significativamente più elevate rispetto alle altre montagne. Da nord verso sud questi vulcani sono il Monte Baker, il Glacier Peak, Monte Rainier, il Monte Sant'Elena e il Monte Adams. Il Monte Sant'Elena è l'unico vulcano dello Stato attivo; tuttavia, anche gli altri sono considerati vulcani attivi. Il Mount Rainier, la montagna più alta dello Stato, si trova a 50 miglia (80 km) a sud della città di Seattle, da cui è chiaramente visibile. L'altezza del monte è di 4392 m (14 411 piedi). Esso è considerato il vulcano più pericoloso della Catena delle Cascate, a causa della sua vicinanza alla zona metropolitana di Seattle. Esso è coperto anche con più ghiaccio glaciale di ogni altro picco dei 48 stati contigui.

### Territori federali, protetti e riserve
I Parchi Nazionali sono tre "Mount Rainier National Park", "North Cascades National Park", e "Olympic National Park" e numerosissime sono le "Foreste Nazionali".

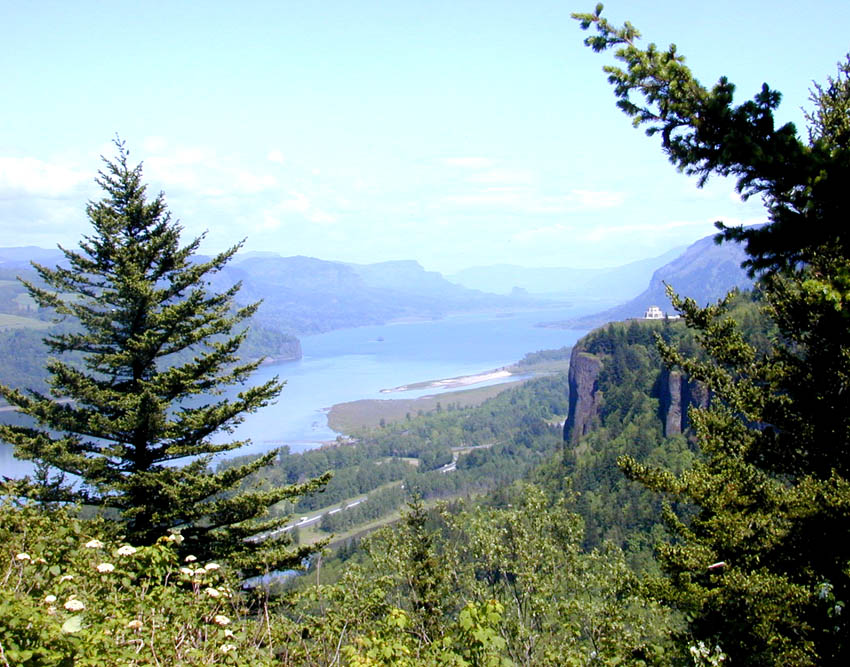
Le gole del fiume Columbia

Altre aree protette di grande interesse sono: l'area di interesse paesaggistico nazionale del "Columbia River Gorge" (Gole del fiume Columbia), la riserva naturale nazionale del Lago Chelan, il monumento vulcanico nazionale del Monte Sant'Elena e la riserva naturale nazionale del Lago Ross.
Ci sono molte aree dichiarate protette per la salvaguardia dell'ambiente selvaggio (wilderness), e tra queste quella dei Laghi Alpini, del Glacier Peak, di Goat Rocks, di Henry M. Jackson, del Norse Peak, del Monte Baker, di Pasayten e Olympic.
Ci sono anche molte aree di pertinenza militare, come Fort Lewis, la base aerea di McChord, la base navale di Kitsap, il cantiere navale del Puget Sound Naval Shipyard e il centro di addestramento di Yakima.
Numerose anche le riserve indiane. Tra le tribù presenti nello Stato di Washington ci sono gli Spokane e i Quinault.

## Origini del nome
Prende il nome da George Washington, primo presidente degli Stati Uniti, e deriva dalla parte occidentale del Territorio di Washington che era stato ceduto dalla Gran Bretagna nel 1846 con il Trattato dell'Oregon, annesso poi all'Unione come 42º Stato nel 1889.

## Storia
Si costituì come territorio, distaccandosi dall'Oregon nel 1853 con l'Idaho e parte del Montana (a ovest delle Montagne Rocciose). Teatro di violente guerre indiane (1856-1859), riceve dall'Oregon una parte di Idaho e del Wyoming. Gli annosi contrasti confinari con gli inglesi prima e i canadesi poi per il possesso delle isole di San Juan nello stretto di Haro a sud-est dell'isola di Vancouver, appartenente alla Columbia Britannica, dopo un culmine nel 1859 con la cosiddetta guerra del maiale, si risolvono con un trattato favorevole per gli Stati Uniti nel 1994. Dal 1859 il territorio è circoscritto dagli attuali confini (Columbia Territory) e diviene il 42º Stato dell'Unione con il suo ingresso l'11 novembre 1889.

## Società

### Città
La città più popolata è Seattle, la cui area metropolitana supera i 3 milioni di abitanti, vale a dire la metà dell'intera popolazione dello Stato.
Da una stima del 1º luglio 2018 queste sono le prime 12 città per numero di abitanti:
1. Seattle, 744 945
2. Spokane, 217 108
3. Tacoma, 196 520
4. Vancouver, 183 012
5. Bellevue, 147 599
6. Kent, 129 618
7. Everett, 111 262
8. Spokane Valley, 99 703
9. Federal Way, 97 044
10. Yakima, 93 884
11. Pasco, 52 647
12. Olympia, 52 555

### Composizione etnica
Nel 2005 la popolazione dello Stato di Washington era così divisa:
- Tedeschi - 18,7%
- Inglesi - 12,0%
- Irlandesi - 11,4%
- Ispanici - 8,16%
- Asiatici - 7,69%
- Norvegesi - 6,2%
- Messicani - 5,6%
- Filippini - 3,7%
- Nativi Americani o dell'Alaska - 2,65%
- Nativi delle Hawaii e delle isole del Pacifico - 0,78%

### Religioni
- Cristiani: 78%
  - Protestanti: 49%
  - Cattolici: 22%
  - Mormoni: 4%
  - Altri Cristiani: 3%
- Altro: 2%
  - Altre religioni: 1%
  - Ebrei: 1%
- Non affiliati: 20%
  - Credenti senza affiliazione: 7%
  - Atei: 7%
  - Agnostici: 6%

## Sport
Le franchigie dello Stato di Washington che partecipano al Big Four (le quattro grandi leghe sportive professionistiche americane) sono:
- Seattle Seahawks, NFL
- Seattle Mariners, MLB
- Seattle Sounders, MLS
- Seattle Kraken, NHL

Dal 1967 fino al 2008 la città di Seattle ha ospitato i SuperSonics (NBA) fino a quando la franchigia non fu spostata altrove, diventando gli Oklahoma City Thunder.